# British Steel
Pour l’article homonyme, voir British Steel (album).
Ne doit pas être confondu avec British Steel Limited.
British Steel PLC était une entreprise sidérurgique du Royaume-Uni.

## Histoire
Elle est issue de la nationalisation, en 1967, de la British Steel Corporation (BSC) qui groupait 90 % de la production d'acier du pays. Devenue par sa nationalisation une Société publique à responsabilité limitée (PLC), elle mène une restructuration importante de ses activités. Privatisée en 1988, elle a fait partie du FTSE 100. 
Elle mène ensuite une importante campagne d'acquisitions, comme l'entreprise allemande Mannstaedt (de) en 1990. En 1999, elle rachète Sogerail, un fabricant de rails de chemin de fer, auprès de Usinor-Sacilor (division Sollac). La même année, British Steel disparait lors de sa fusion avec l'entreprise sidérurgique hollandaise Koninklijke Hoogovens (nl), pour former le groupe Corus (lui-même absorbé par Tata Steel en 2006-2007).
Le nom de British Steel a depuis été repris pour une autre entreprise, British Steel Limited, issue du rachat d'une partie de la division européenne de Tata Steel en 2016 par le fonds d'investissement Greybull Capital. Cette entreprise dépose le bilan en mai 2019.